# 1409
1409 је била проста година.

## Догађаји
- 26. јун — Католичка црква је упала у двоструки раскол како је Петрос Филаргос устоличен за папу Александра V на концилу у Пизи, поред папе Гргура XII у Риму и папе Бенедикта XII у Авињону.